# 모가형 증기 기관차
모가형 증기 기관차는 1899년에 경인철도주식회사에 의해 도입된 대한민국 최초의 증기 기관차로, 경인선 인천(제물포)-노량진 간 개업 시에 투입된 차량이다. 차륜 배치는 2-6-0이며, 탱크형 증기 기관차이다.

## 역사
모가형 증기 기관차는 일본이 미국인 사업가 모스로부터 부설권을 매입하여 설립한 경인철도주식회사가 미국으로부터 수입한 기관차이다. 원 제작사는 미국의 브룩스 사(Brooks Locomotive Works)로, 부품 단위로 도입되어 인천공장에서 조립되었다고 한다. 한국에 반입된 날자는 1899년 6월이며, 그 조립이 완료된 날자는 1899년 6월 17일로 알려져 있다.
모가형이라는 이름은 차륜배치 2-6-0 형식의 증기기관차에 대한 미국식의 명명인 "모걸(Mogul)"을 축약한 것으로, 이후 일제강점기 하 한국 및 만주 지역의 철도 현업에서 열차 명칭을 붙이는 관습으로 자리잡게 되었다.
모가형 증기 기관차는 객차 6량, 화차 28량과 함께 총 34량이 도입되어 경인선에 투입되었으나, 추가도입 없이 이후 대량 도입된 푸러형 증기 기관차 등에 의해 점차 대체, 본선 운행의 빈도는 줄어든 것으로 보인다. 폐차 시기는 불명확하나, 1960년대 교통백서 기관차 보유목록에 모가형 기관차로 추정되는 기관차가 2량 잡힌다. 허나 1960년대 이후 기록이 없어 정확한 폐차시기는 여전히 알 수 없다. 동인천역 북광장에 조형물로 남아 있다.

## 구조 및 특징
모가형 증기 기관차는 전륜 2개, 동륜 6개의 차륜 배치를 가지며, 탄수차를 연결하지 않고 물과 석탄을 직접 기관차 본체에 적재하는 탱크식 기관차이다. 그 차륜 배치로 추정하였을 때 축 당 5톤 전후의 하중이 걸리는 정도로, 당시 기준으로서는 경편철도선 용도에 가까운 기관차이다. 이러한 낮은 축중과 선로 추종성을 중시한 2-6-0식의 축 배치는 당시 열악하던 경인선 철도에 맞추기 위한 것이라고 하며, 이것이 이후 동 형식의 차량을 추가 도입하지 않게 된 원인으로 보인다.
- 동륜상 중량: 29.45 t
- 연료 종류: 석탄
- 연료 탑재량: 1.36t
- 물 용량: 4.5m3
- 화상 면적: 1.21m2
- 화실 전열 면적: 6.6m2
- 연관 전열 면적: 52.6m2
- 전전열 면적: 59.2m2
- 실린더 수: 2
- 실린더 크기: 350x560
- 밸브 장치: 스티븐슨식

## 운행 구간
한국 최초의 철도인 경인선 인천역 - 노량진 간을 운행하였다. 이후 일제시대의 운행 상황은 불명이다.

## 사진

철도박물관의 모가1 모형
인천박물관의 모가1 모형
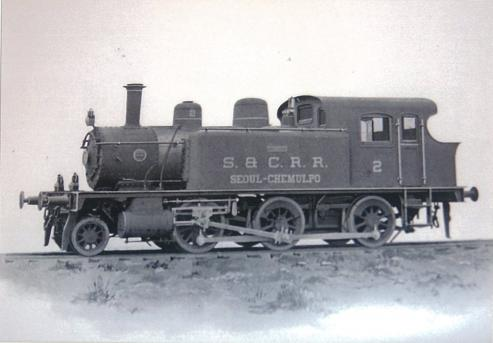
모가1-2호
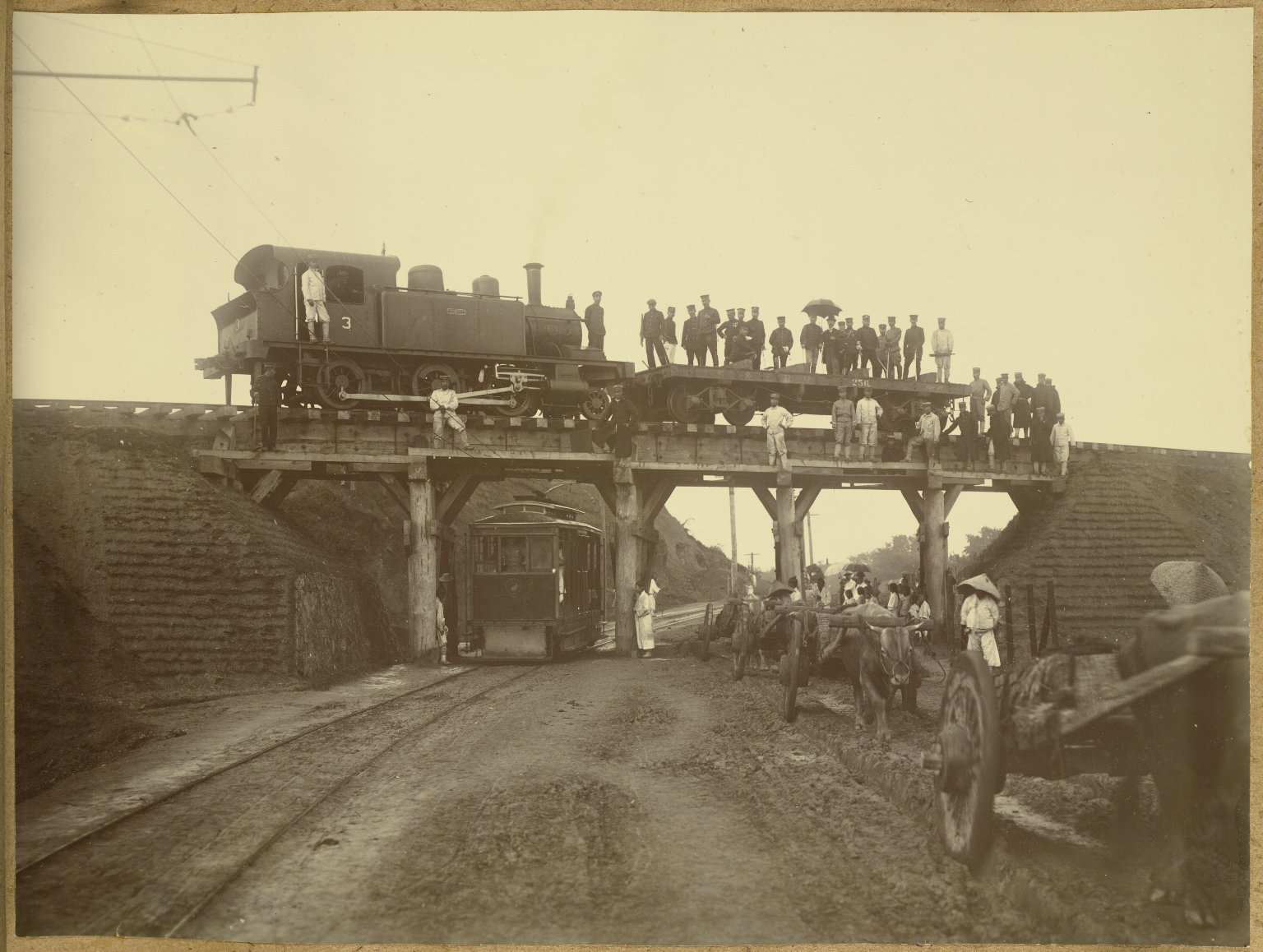
서울 근교를 지나는 모가1-3호
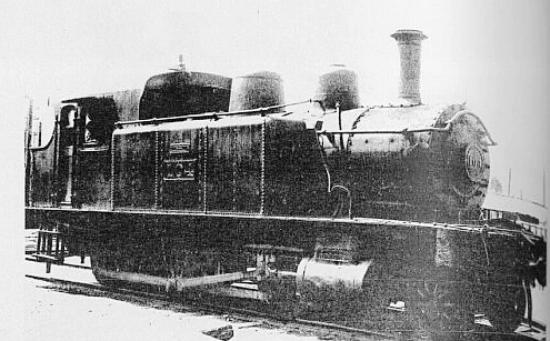
모가1-4호

## 같이 보기
- 푸러형 증기 기관차